# Ali Aslan
ʿAlī Aṣlān (in arabo علي أصلان‎?; Latakia, 1932) è un generale siriano.
Ex-Capo di Stato Maggiore dell'esercito siriano e membro del Comitato Centrale del partito arabo socialista del Ba'th - Regione siriana, nonché un intimo amico del defunto Presidente siriano Ḥāfeẓ al-Asad, anche se non sembra che facesse parte dei suoi più stretti collaboratori.

## Origini
Aslan proviene da una famiglia alauita, facente parte della tribù dei Kalbiyya, proprio come Ḥāfeẓ al-Asad.

## Carriera
Aṣlān entrò nelle Forze armate siriane nel 1956. Studiò nell'Accademia Militare di Ḥomṣ e perfezionò la sua preparazione in Unione Sovietica. Fu nominato comandante dell'8ª Brigata di fanteria nell'ottobre del 1966. 

Un momento chiave per lui fu costituito nel novembre del 1970 dal sostegno da lui dato al colpo di Stato militare che portò al potere in Siria Ḥāfeẓ al-Asad che lo scelse come comandante della 1ª e poi della 5ª Divisione di fanteria dell'esercito siriano.

Nel 1972 fu nominato Capo dell'Ufficio Operazioni dello Stato Maggiore generale. Comandò la 5ª Divisione meccanizzata di fanteria nel 1973.
Le sue truppe registrarono successi nelle fasi iniziali della guerra del Kippur del 1973, superando le difese israeliane e avendo la meglio sulle contrapposte forze israeliane di occupazione nelle zone centrali e meridionali del Golan, prima della controffensiva vittoriosa delle truppe ebraiche.
Ebbe il comando del contingente siriano coinvolto in Libano dal 1976 al 1979, guidando la cosiddetta “guerra dei 100 giorni” contro le milizie cristiane libanesi delle Katāʾib di Beshir Gemayel. 
All'inizio degli anni ottanta Aṣlān divenne Sottocapo di Stato Maggiore e comandante delle Operazioni. Fu nominato comandante del 2º Corpo siriano e promosso Tenente Generale nel luglio del 1984. Nel 1989 fu nominato vice-Capo di Stato Maggiore delle forze armate siriane, diventandone la mente operativa.

Fu promosso Capo di Stato Maggiore il 5 luglio 1998, in sostituzione di Hikmat al-Shihabi che aveva assunto quella carica nel 1973.
Aṣlān propose la coscrizione militare obbligatoria per la Siria, e fu il principale negoziatore per l'acquisto di armamenti nel mondo, inclusa la Russia, la Cina, l'Armenia, la Corea del Nord e l'Iran, come pure dei trattati militari col Giappone e vari Paesi dell'Europa orientale.
Dopo la morte di Ḥāfiẓ al-Asad nel 2000, fu formato un comitato di nove persone per gestire il periodo di transizione, e Aṣlān ne fece parte. Inoltre divenne membro del Comitato Centrale del partito Ba'th al potere, nell'estate dello stesso anno. Aṣlān fu uno degli ufficiali anziani che contribuì ad assicurare il potere di Baššār al-Asad. Tuttavia fu sollevato dalle sue funzioni di Capo di Stato Maggiore dallo stesso Baššār al-Asad nel gennaio del 2002, nel quadro del programma presidenziale di riforme e a seguito dei forti contrasti avuti da Aslan con 'Asef Shawqat. 

Aṣlān fu sostituito dal suo vice, Ḥasan Turkmānī, e più tardi fu nominato Assistente militare del Presidente.
Nel giugno 2005, Aṣlān fu rimosso dal Comitato Centrale del Baʿth e si ritirò dalla politica.